# Юридична фірма
Юриди́чна фі́рма — форма юридичної практики, пов'язана з організованим наданням юридичних послуг на оплатній основі. Також може називатись іншими термінами — адвокатська фірма, юридична компанія, юридична контора, адвокатське бюро, колегія адвокатів.

## Юридичні фірми у світі

### Організаційно-правові форми
Юридичні фірми можуть здійснювати свою діяльність у різних організаційно-правових формах, які визначаються законодавством країни, на території якої створюється відповідна фірма.
Наприклад, існують юридичні фірми, створені у формі товариств, товариств з обмеженою відповідальністю та акціонерних товариств.
У законодавстві окремих країн можуть бути передбачені спеціальні організаційно-правові форми для здійснення діяльності організацій, які надають кваліфіковану юридичну допомогу. Такі організації теж можуть належати до категорії «юридична фірма».

### Структура юридичних фірм у світі
У більшості країн, в тому числі в США і Англії, за чинним законодавством власниками та директорами юридичних фірм можуть бути тільки юристи. В результаті юридичні фірми не мають можливості залучати сторонніх інвесторів, професійних менеджерів і фінансистів та виходити на ринок з IPO, що заважає юридичному бізнесу розвиватися швидко і по-сучасному.
Основою такого підходу стало прагнення уникнути конфлікту інтересів у рамках принципу змагальності правової системи, яка зобов'язує юриста лояльним представником клієнта і не брати з нього надмірну плату.
Крім того юристи повинні виявляти сумлінність — вони не мають права брати участь у судових процесах у справах, які вони самі оцінюють як юридично нікчемні. Однак, юристи, що представляють компанії з участю сторонніх акціонерів, поряд з інтересами своїх клієнтів і необхідністю дотримання морально-етичних вимог повинні були б в значній мірі керуватися комерційними інтересами власників і враховувати вплив своїх рішень на ринкову вартість акцій фірми. Поєднувати такі суперечливі вимоги нелегко.
Нині в країнах англо-саксонського права спостерігається тенденція до зміни описаного законодавства у бік лібералізації. У 2007 році Австралія дозволила юридичним фірмам залучати зовнішні інвестиції за рахунок виходу на IPO, після чого велика австралійська юридична фірма «Slater & Gordon Ltd» успішно розмістила свої акції на Австралійській фондовій біржі. Розпочато реформи юридичного бізнесу Великої Британії. У 2009 році набрав чинності «Закон про надання юридичних послуг», що регламентує лібералізацію ринку юридичних послуг і дає можливість юридичним компаніям виходити на Лондонську фондову біржу і залучати до юридичних фірм керуючих партнерів, які не мають відношення до юридичної діяльності.
Однак, як правило, структура юридичної фірми за традицією включає провідних партнерів, партнерів та інших службовців. Провідні партнери — це юристи-власники фірми, які займаються юридичною практикою і, крім того є керуючими справами фірми і отримують прибуток згідно з розподілом своїх часток. Партнери — юристи, які здійснюють практику в рамках діяльності фірми за обумовлену зарплату. Службовці — помічники, секретарі та ін., виконують у фірмі допоміжні функції. Також традиційним для багатьох фірм є кар'єрне просування партнерів по правилу «вгору або за двері», тобто партнер або повинен згодом стати провідним партнером, або піти з фірми (вести самостійну практику, працювати в юридичних відділах корпорацій та ін.).

### Розміри та спеціалізація юридичних фірм у світі
Юридичні фірми найбільше варіюються у розмірах. Майже у всіх країнах значну більшість становлять маленькі фірми, організовані одним юристом, що практикує самостійно.
Маленькі фірми зазвичай спеціалізуються на якомусь певному напрямку (патентне, трудове, податкове, кримінальне право тощо).
Більші фірми диверсифікують клієнтську базу та пропонують широкий спектр послуг, організовуючи кілька відділів, що спеціалізуються на різних напрямках юридичної діяльності. У таких фірмах, як правило, окремо існують судові і консультативні відділи. Консультативні відділи консультують, складають контракти, аналізують правові аспекти комерційної діяльності, тоді як «судовики» представляють інтереси клієнтів у судах, відповідають за судову документацію та забезпечення доказової бази тощо.
Юридичні фірми, що об'єднують великі групи юристів, зародилися в США і протягом декількох десятиліть стали там поширеним явищем. Цю практику поступово перейняли англійці, у яких раніше юридичні фірми, як правило, складалися з одного-двох юристів. У наш час маленькі фірми у США та Англії мають у штаті від 2 до 50 юристів, середні — від 50 до 200.
Великими або «мегафірмами» у США та Англії вважають трансконтинентальні компанії, які включають понад 1000 юристів з дуже високими тарифами і великою кількістю допоміжного персоналу. Вони спеціалізуються на високоприбуткових напрямках, таких, як робота з банками, злиття і поглинання, арбітражні судові процеси великого масштабу і високого рівня.
Найбільші юридичні фірми базуються в США та Англії. Найвищий прибуток отримують американські фірми, але шість найбільших у світі фірм розташовані в Лондоні. Загальний оборот юридичного бізнесу у США (близько 120 мільярдів доларів у 2009 році) не має аналогів у світі. 2003 року в США було понад 900 фірм, що нараховували понад 50 юристів, тоді як в Канаді таких було 58, в Англії — 44, у Франції — 14, а в Німеччині — 9. США та Англія повністю домінують на світовій юридичній сцені. Аналітичні дослідження констатують, що інші країни лише підбирають те, що звалилося з англо-американського столу: «австралійські, канадські, новозеландські та інші юридичні фірми борються за те, від чого відмовляються американці та англійці».

### Рейтинги західних юридичних фірм
Рейтинг юридичних фірм за прибутком, топ 10, 2009 рік
| №   | Юридична фірма                                      | Прибуток, млн дол | Головний офіс, країна |
| --- | --------------------------------------------------- | ----------------- | --------------------- |
| 1.  | Linklaters International (U.K.)                     | $2,407.0          | Англія                |
| 2.  | Freshfields Bruckhaus Deringer International (U.K.) | $2,386.5          | Англія                |
| 3.  | Clifford Chance International (U.K.)                | $2,340.5          | Англія                |
| 4.  | Baker & McKenzie                                    | $2,112.0          | США                   |
| 5.  | Skadden, Arps, Slate, Meagher & Flom (U.S.)         | $2,100.0          | США                   |
| 6.  | Allen & Overy International (U.K.)                  | $2,023.5          | Англія                |
| 7.  | Latham & Watkins National (U.S.)                    | $1,923.0          | США                   |
| 8.  | Jones Day National (U.S.)                           | $1,540.0          | США                   |
| 9.  | Sidley Austin                                       | $1,489.5          | США                   |
| 10. | White & Case International (U.S.)                   | $1,467.0          | США                   |

Рейтинг юридичних фірм за кількістю юристів у штаті, топ 10, 2009 рік
| №   | Юридична фірма                                      | Кількість юристів |
| --- | --------------------------------------------------- | ----------------- |
| 1.  | Baker & McKenzie (U.S.)                             | 3949              |
| 2.  | Clifford Chance International (U.K.)                | 2837              |
| 3.  | DLA Piper International (U.K.)                      | 2459              |
| 4.  | Linklaters International (U.K.)                     | 2367              |
| 5.  | Jones Day National (U.S.)                           | 2348              |
| 6.  | Freshfields Bruckhaus Deringer International (U.K.) | 2263              |
| 7.  | Latham & Watkins National (U.S.)                    | 2147              |
| 8.  | Allen & Overy International (U.K.)                  | 2122              |
| 9.  | White & Case International (U.S.)                   | 2120              |
| 10. | Skadden, Arps, Slate, Meagher & Flom (U.S.)         | 1995              |

### Зарплата в юридичних фірмах світу
Досить повна статистика доходів юристів ведеться у США. Середні дані по зарплаті юристів-партнерів юридичних фірм у великих американських містах дають наступні цифри: 160 тис. ам.дол. у перший рік роботи з подальшим збільшенням до 280 тис. ам.дол. до восьмого року робочого стажу.

## Англо-американський розвиток

### Перші мульти-юридичні правові фірми
Сполучені Штати перші запровадили поняття «великої юридичної фірми» в тому сенсі, що як суб'єкт підприємницької діяльності, вона складається з декількох адвокатів. Перші юридичні фірми, що складаються з 2 або більше юристів з'явилися в США незадовго до Громадянської війни в США (1861–1865). Ця ідея поступово поширюється через Атлантичний океан в Англію, хоча англійські адвокати залишалися індивідуальними працівниками або вели діяльність у вигляді дуже дрібних товариств аж до Другої світової війни. Сьогодні, у Сполучених Штатах та Великій Британії існують як і дрібні фірми (від 2 до 50 юристів), так і середні підприємства (від 50 до 200 адвокатів).

### Юридичний бутик
Адвокатські контори в малих містах та селищах, можливо ще мають «загальну практику», але більшість міських адвокатів прагнуть бути вузькоспеціалізованими. Невеликі фірми у містах спеціалізуються на послугах тільки в одному напрямку законодавства (наприклад трудове право, антимонопольне законодавство, інтелектуальна власність, або справи про розлучення), тому іноді їх називають «юридичними бутиками».

### Мегафірми
Найбільші юридичні фірми налічують понад 1000 юристів, зазвичай мають високу частку допоміжного персоналу. Вони мають філії на декількох континентах, вартість послуг може перевищувати 750 доларів на годину. Такі фірми часто на розмовній мові називаються «мегафірмами».

### Фірми з «повним комплексом послуг»
Великі фірми з «повним комплексом послуг» мають відділи, що спеціалізуються на всіх видах юридичної роботи за яку платять добре — злиття і поглинання, банківська справа, і деякі види корпоративних спорів. Ці фірми рідко працюють з позовами фізичних осіб. Однак найбільші юридичні фірми, не дуже великі, не йдуть у порівняння з іншими великими підприємствами. У 2008 році однією з найбільших юридичних фірм у світі була визнана британська фірма Clifford Chance, доходи якої склали суму понад 2 млрд дол США. Це можна порівняти з найбільшою у світі фірмою зі світовим оборотом в $404 млрд Exxon Mobil та $28 млрд для найбільшої консалтингової компанією PricewaterhouseCoopers.
Юридичні фірми організуються для здійснення комерційної діяльності, що включає юридичне консультування клієнтів (громадян і організацій) про їхні права та обов'язки, юридичний супровід угод та комерційних проєктів, захист інтересів клієнтів у цивільних, кримінальних та адміністративних судових процесах та у інших ситуаціях, що вимагають юридичної консультації та супроводу.

## Юридичні фірми в Україні

### Організація юридичних послуг в УРСР (1960—1991рр.)
В УРСР та в інших соціалістичних країнах та республіках інститут приватної адвокатури був відсутній. Адвокатура у Радянському Союзі мала статус добровільної громадської організації осіб, що займаються адвокатською практикою. У республіках, областях, краях, а також у Москві, Ленінграді та Києві були колегії адвокатів; в районах і містах діяли юридичні консультації, які об'єднували адвокатів даного району (міста).
Зацікавлена особа могла звернутися до адвоката, при цьому вона завжди зверталася до колегії. Адвокатський гонорар, отриманий від клієнта, вносився в касу колегії. У Радянському Союзі не було ні приватної власності, ні якихось великих майнових спорів, так що про порівняння доходів радянських і західних юристів не йдеться. На підприємствах і в установах були свої юридичні служби, тому найбільшу частину адвокатської практики складали кримінальні справи. Адвокати рідко брали участь у розгляді цивільних справ (5-6 % від загального числа). Загалом у 1980 році у Радянському Союзі налічувалося приблизно 19 000 адвокатів.

### Становлення юридичних фірм в Україні у пострадянський період
Після розпаду Радянського Союзу ринок юридичних послуг для бізнесу в Україні почав формуватися одночасно з початком розвитку ринкової економіки на початку 1990-х.
Піонерами були великі міжнародні юридичні компанії, які прийшли в Україну «на буксирі» у своїх клієнтів.

### Юридичні фірми у сучасній Україні
Закон України «Про адвокатуру та адвокатську діяльність» (05.07.2012) розділяє організаційні форми адвокатської діяльності на індивідуальну, адвокатське бюро та адвокатське об'єднання.
Адвокатське бюро є юридичною особою, створеною одним адвокатом.
Адвокатське об'єднання є юридичною особою, створеною шляхом об'єднання двох або більше адвокатів.
Головна відмінність адвокатських об'єднань і адвокатських бюро те, що їх засновниками (власниками) можуть бути лише адвокати, на відміну від юридичних компаній інших організаційно-правових форм.
Станом на кінець 2011 року більшість кампаній, що входять до першої двадцятки найбільших юридичних форм, які працюють на території України, мають національний характер. У той же час, велика частина ринку юридичних послуг в Україні належить філіям транснаціональних міжнародних юридичних фірм (що пов'язано швидше за все з представництвом цими компаніями великих західних підприємств в Україні). Як зауважують дослідники, цікавим фактом є те, що 75 % обсягу ринку юридичних послуг розділено між фірмами із першої п'ятірки списку найкращих юридичних компаній України.